# Pedro Hugo López
Pedro Hugo López Michea (La Calera, 25 de octubre de 1927-Santiago de Chile, 26 de octubre de 1959), fue un exfutbolista y seleccionado nacional chileno. Fue uno de los primeros jugadores en jugar por los 2 grandes de Chile (Colo-Colo y Universidad de Chile).

## Trayectoria

### Colo Colo
Comenzó su carrera profesional en Colo-Colo, donde fue descubierto y reclutado por Guillermo Saavedra. Con el club popular sería campeón en 1947 y participaría en el Campeonato Sudamericano de Campeones de 1948.
Al año siguiente, debido a problemas económicos del club, éste tuvo que rescindir el contrato de varios jugadores, entre ellos López.

### Universidad de Chile
En 1949 fue contratado por la Universidad de Chile, club en el cual brilló de inmediato y fue goleador azul de la temporada (15 goles). Para la siguiente temporada, jugó 11 de los 16 partidos disputados y sumó una cantidad de 8 goles.

### Unión Española
En 1951 pasa a la Unión Española, en donde vuelve a tener mayor protagonismo en el torneo local y consigue nuevamente ser campeón del torneo nacional y sería nominado a la Roja por un par de partidos más. 

### Unión La Calera
En 1955 volvería a su ciudad natal La Calera, para reforzar al recién fundado club Unión La Calera, club en donde solo alcanzaría a jugar 8 partidos antes de su retiro.

## Selección nacional
En 1947 fue convocado por primera vez a la Selección Nacional para disputar el Campeonato Sudamericano de 1947, en donde Chile resultó cuarto y López jugó todos los partidos y sumó 3 goles. Dos años después nuevamente participaría del Campeonato Sudamericano, donde anotaría dos goles. Quedaría fuera de la nómina que acudió al Mundial de Brasil de 1950, pero finalmente volvería a vestir la Roja en 1952, con motivo de los Campeonato Panamericano 1952, donde jugaría sus últimos dos partidos en la selección.
Durante su paso por la selección, jugó 15 partidos y anotó 5 goles.

## Retiro por enfermedad y muerte temprana
Durante su paso por Unión La Calera se le detectó una extraña enfermedad a la sangre, la cual lo llevó a la pérdida progresiva de sus dedos de sus pies y posteriormente sus piernas. Esto mismo mermó su rendimiento y lo forzó a retirarse tempranamente del fútbol en 1955. Sus últimos cuatro años de vida los vivió luchando duramente contra la desconocida enfermedad y recibiendo ayudas constantes de parte de los 4 clubes en los que jugó. Finalmente, falleció en 1959, un día después de  haber cumplido 32 años.

## Clubes
| Club                 | País  | Año       |
| -------------------- | ----- | --------- |
| Colo-Colo            | Chile | 1946-1948 |
| Universidad de Chile | Chile | 1949-1950 |
| Unión Española       | Chile | 1951-1954 |
| Unión La Calera      | Chile | 1955      |

## Palmarés

### Campeonatos nacionales
| Título                    | Club           | País  | Año  |
| ------------------------- | -------------- | ----- | ---- |
| Primera División de Chile | Colo-Colo      | Chile | 1947 |
| Primera División de Chile | Unión Española | Chile | 1951 |